# Byern

Wappen derer von Byern

Byern ist der Name eines magdeburgischen Uradelsgeschlechts, das seinen Namen auf den Stammsitz Biere – heute Ortsteil der Gemeinde Bördeland im Salzlandkreis/Sachsen-Anhalt – zurückführt.

## Geschichte

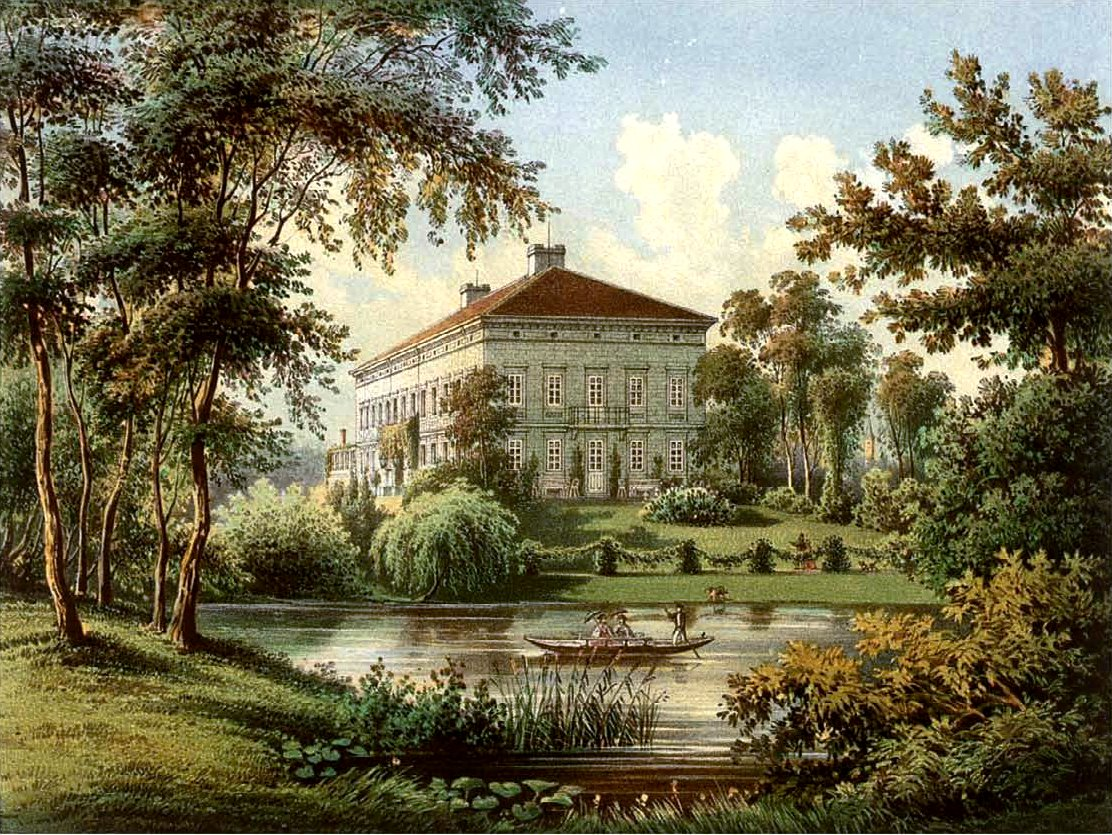
Gutshaus Parchen um 1861/62, Sammlung Alexander Duncker

Das Geschlecht taucht urkundlich zuerst mit Heinrich von Bieren (Henricus de Bieren) im Jahre 1214 auf. Die Stammreihe beginnt mit Albrecht von Bieren († 1272) auf Carow und Tucheim.
Ab 1472 ist das Gut Parchen für über 400 Jahre im Familienbesitz. Eine Familiengruft derer von Byern befindet sich in der Dorfkirche Parchen.

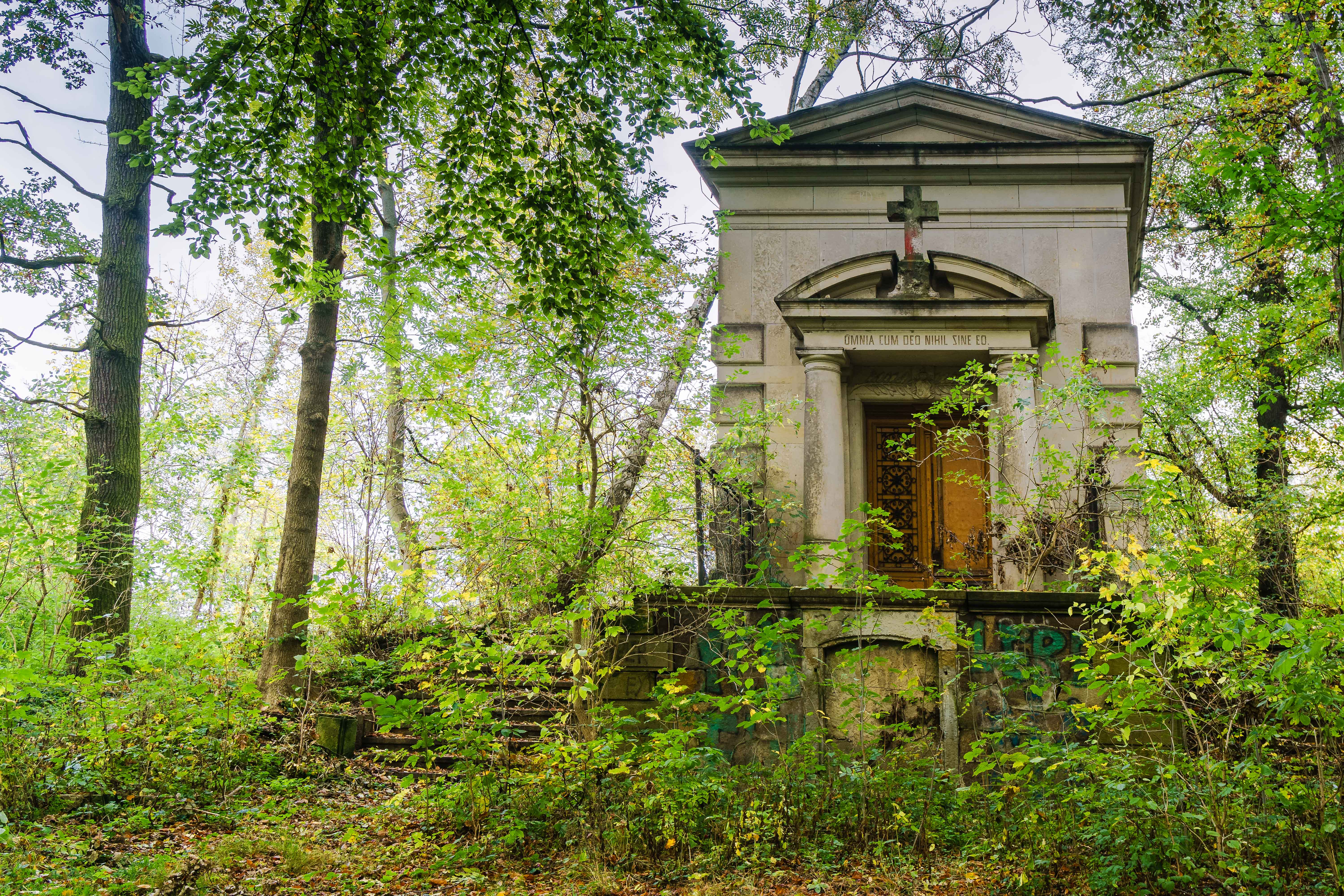
Familiengruft in Borna

In Borna in der Gemeinde Liebschützberg in Sachsen befindet sich eine weitere Familiengruft.
Ende des 19. Jahrhunderts bis 1945 gehörte der Familie auch das Schloss Groß Germersleben mit 750 ha großem Gutsbesitz.

## Wappen
Das Stammwappen zeigte eine aufrechte (oder springende?) Bracke. Auf dem Helm ein mit sechs Hahnenfedern besteckter Kranz. Farben nicht sicher bekannt.
Das spätere, gemehrte Wappen ist geviert und zeigt in den Feldern eins und vier in Rot eine sitzende rückschauende silberne Bracke mit goldenem Halsband, in den Feldern zwei und drei in Gold einen grünen Kranz, der mit sechs schwarzen Hahnenfedern besteckt ist. Auf dem Helm mit rechts rot-goldenen, links rot-silbernen Decken die Bracke.

## Bekannte Familienmitglieder
- Ludwig von Bieren (1604–1672), Domherr in Halberstadt
- Karl Wilhelm von Byern (1737–1800), preußischer Generalmajor, Chef des Regiments der Gardes du Corps ab 1785, später des Kürassierregiments „von Quitzow“ ab 29. Dezember 1794
- Rudolf von Byern (1844–1913), Rittergutsbesitzer und Mitglied des Deutschen Reichstag
- Kraft von Byern (1886–1918), Regierungsassessor und auftragsweise Landrat des Kreises Grevenbroich